# دعفوص المحول
دعفوص المحول أو غَلَغُو المحول نوع من الرئيسيات من جنس الدعفوص في فصيلة الغلغوات التي تتوطن الغابات المسطحة في المناطق الاستوائية الجنوبية. يشبه إلى حد كبير دعفوص السنغال وكان يُعتبر سابقًا عرقه الجنوبي. يختلف النوعان بشكل ملحوظ في بيولوجيتهما ، ولم يُسجَّل أي نوع هجين في الأسر.